# Кранахан
Кранахан (англ. Cranachan) — традиційний шотландський десерт з суміші збитих вершків, віскі, меду, малини і обсмажених вівсяних пластівців. Раніше рецепт містив менше інгредієнтів і не включав в себе віскі і ягоди, а замість вершків використовувався Кроудена — сир з злегка підкислого козячого молока.
Традиційно відвідувачі ресторана чи кафе змішують собі кранахан власноруч — офіціант залишає на столі ємності з необхідними інгредієнтами, так що кожен може приготувати десерт у пропорціях на свій смак. Подається кранахан у високих келихах. Також цей десерт можна зустріти на святковому або весільному столі.